# 순이 프레빈
순이 프레빈(영어: Soon-Yi Previn, 한국명: 오순희, 1970년 10월 8일 ~ )은 한국계 미국인 배우이다. 지휘자 앙드레 프레빈과 배우 미아 패로 사이의 양녀이다. 현재 영화감독 우디 앨런과 결혼했다.
1992년에 순이 프레빈의 양모 미아 패로와 동거를 하고 있었던 우디 앨런과의 관계가 알려지면서 조명을 받게 되었다. 1997년 순이 프레빈과 우디 앨런은 결혼했고, 두 명의 양녀가 있다.